# (1065) Амундсения
(1065) Амундсения (норв. Amundsenia) — астероид, относящийся к группе астероидов пересекающих орбиту Марса, который принадлежит к светлому спектральному классу S. Он был открыт 4 августа 1926 года советским астрономом Сергеем Белявским в Симеизской обсерватории и назван в честь знаменитого полярного исследователя Руаля Амундсена.

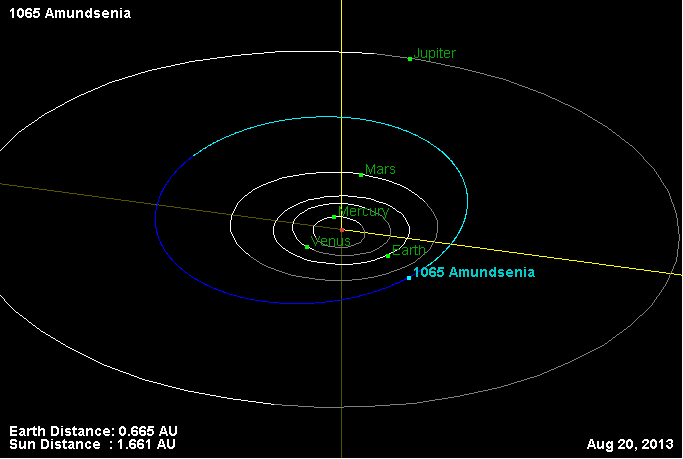
Орбита астероида Амундсения и его положение в Солнечной системе